# RockMelt
RockMelt - przeglądarka internetowa opracowana przez Tima Howesa i Erica Vishria wspierana przez założyciela Netscape Marca Andreessena.
Pierwsza publiczna wersja testowa została udostępniona 8 listopada 2010. Przeglądarka bazuje na kodzie Chromium. Wsparcie dla programu zostało porzucone dnia 30 czerwca 2013. W sierpniu 2013 firma Yahoo! przejęła wszystkie aplikacje RockMelt za 70 milionów dolarów.